# Відкриття себе
«Відкриття себе» (рос. Открытие себя) — науково-фантастичний роман українського радянського російськомовного письменника Володимира Савченка з елементами психологічної та соціально-філософської фантастики. Фрагмент роману під назвою «Дослід аспіранта Кривошеїна» (рос. Опыт аспиранта Кривошеина) уперше опублікований у 1965 році у журналі «Знання — сила», а сам роман уперше повністю опублікований у московському видавництві «Молода гвардія» у 1967 році. Цей роман приніс Володимиру Савченку не тільки всесоюзне, а й всесвітнє визнання як письменника-фантаста.
У романі на фоні детективного сюжету та опису загальних проблем тогочасної радянської науки, які супроводжувались працелюбністю та відданістю значної частини наукових працівників і одночасно кар'єризмом і бездарністю частини керівних наукових кадрів, що часто створювало негативну атмосферу в наукових установах тогочасного СРСР, вперше обговорюються моральні проблеми клонування людини та її морального і фізичного вдосконалення за допомогою найсучасніших досягнень техніки.

## Сюжет роману
Роман розпочинається з опису надзвичайної події, яка відбулась у лабораторії нових систем Дніпровського інституту системології, яка призвела до загибелі завідувача цієї лабораторії, молодшого наукового співробітника інституту без наукового звання інженера-системотехніка Валентина Васильовича Кривошеїна. Підозрюваний у причетності до загибелі Кривошеїна практикант інституту Віктор Кравець утік від міліції після пред'явлених йому звинувачень, а також після встановлення факту використання ним підроблених документів — паспорта та студентського квитка. У подальшому тіло Кривошеїна розчиняється під впливом невідомої рідини, і в розпорядженні слідчих залишається лише скелет загиблого вченого. Одночасно описується прибуття у місто з Владивостока чоловіка, який називає себе Адамом та має документи на ім'я Кривошеїна, а також двійника загиблого вченого, що також має документи на ім'я Кривошеїна, і працює аспірантом у МДУ на кафедрі фізіології. По прибутті до місцевого аеропорту Кривошеїн-аспірант зустрічає там студента Кравця, якого плутає з Кривошеїним-інженером. Одночасно в аеропорту працівники міліції повторно беруть під варту Кравця.
У наступній частині роману описується початок наукового пошуку головного героя книги, який випадково, після звільнення свого найкращого інститутського друга і начальника з науково-дослідного інституту, стає керівником та єдиним працівником лабораторії, яку він сам називає «лабораторією випадкового пошуку» (офіційна назва якої була «лабораторія нових систем»). Під час пошуку обладнання для нової лабораторії Кривошеїн знайомиться із працівницею сусіднього НДІ Оленою Іванівною Коломієць, яка не тільки допомагає йому у придбанні необхідного обладнання, а й стає його коханою. Основним напрямком своєї роботи Валентин Кривошеїн вважає створення саморегулюючої електронної системи, яка також може сприймати сигнали з органів чуття людини за допомогою спеціальних датчиків та насадок (у тому числі з головного мозку, цей прилад в романі названий «шапкою Мономаха»). Після монтажу такої системи та приєднання відповідних датчиків до органів чуття та до голови вченого ЕОМ тривалий час вивчала його організм та вимагала додаткових місткостей для збільшення машинної пам'яті, тобто фактично розпочала добудовувати себе сама. Пізніше ЕОМ вирішила продовжити вивчення інформації, яка поступає ззовні, за допомогою хімічних формул, і вимагала від Кривошеїна побудувати біля неї своєрідну хімічну лабораторію, одночасно друкуючи йому часто незрозумілу інформацію. За деякий час, учений, не розуміючи намірів машини та бажаючи відпочити від роботи, приєднує до неї масивний бак, та 10 днів не з'являвся на роботі. Після невеликої відпустки, повертаючись на роботу, Кривошеїн на вулиці зустрічає власного двійника, який повідомляє йому, що був синтезований машиною в лабораторії, та є точною копією Кривошеїна. Після тривалої розмови та наведення фактів, які могли бути відомими лише самому герою книги, у тому числі про кохану головного героя, Кривошеїн пересвідчується у правоті слів свого клона. Після розмови обидва Кривошеїни подались до лабораторії, де машина у той час спочатку спробувала створити клон коханої Кривошеїна Олени, а пізніше і його батька, та інших знайомих ученого, по частинках його спогадів. Після тривалих зусиль обом Кривошеїним вдалось зупинити діяльність машини зі створення нових клонів. Пізніше у тривалих роздумах Кривошеїни міркують про свою величезну моральну відповідальність за це відкриття, яке може як допомогти вирішити численні проблеми людства, так і створити нові невідомі проблеми, і вирішують до слушного моменту про нього нікому не розповідати. За деякий час клонований Кривошеїн вирішує поїхати до Москви, де після особистої бесіди з професором Андросіашвілі влаштовується аспірантом кафедри фізіології МДУ. Під час роботи на кафедрі Кривошеїн-клон виявляє у себе здатності до керування станом свого організму, значні регенераторні можливості та можливість навіть змінювати власну зовнішність. Ці властивості він пов'язав із тим, що він деякий час був у машині-матці, від якої й отримав ці якості. Проте вивчення цих властивостей довелось на деякий час призупинити після виклику його телеграмою до Дніпровська із проханням негайного приїзду.
Після від'їзду клона Кривошеїн-інженер продовжує роботи з вивчення синтезу живих організмів, спочатку синтезуючи в машині кролів, як нормальних, так і мутованих, з двома головами і шістьма лапами. Пізніше він вирішує отримати в машині ідеальну людину, без фізичних ґанджів, використовуючи для цього велику кількість спроб. Проте в результаті цього експерименту на світ з'являється новий клон, якого Кривошеїн називає Геркулесом-Адамом, який не має зовнішніх недоліків, проте має порушену психіку у зв'язку із тим, що коли по команді Кривошеїна змінювалися його зовнішні параметри, у машині відключалась і його свідомість, що клон розцінював як те, що його вбивають. За кілька днів клон зробив навіть спробу вбити Кривошеїна, після чого той попросив його покинути місто, і пожити самому. Адам послухав Кривошеїна і відбув до Владивостока, де влаштувався аквалангістом-підривником у місцевому порту.
Після від'їзду з міста Адама Кривошеїн продовжує роботу по створенню власних покращених клонів, враховуючи помилки при створенні попередньої копії. Він також відмовляється від пропозиції інститутського товариша та свого колишнього начальника переїхати до Ленінграду, та працювати разом із ним у лабораторії, та, незважаючи на недостатнє матерільно-технічне забезпечення своєї роботи, продовжує дослідження з копіювання людини. Наступна копія Кривошеїна також не мала зовнішніх недоліків, а також вже не мала відхилень у психіці, хоча й зберігала зовнішню подібність до Кривошеїна. Цій копії вчений відразу зробив нові документи на ім'я Віктора Кравця, студента одного із харківських вишів, та, видаючи його за свого далекого родича, влаштував його лаборантом у свою лабораторію. Одночасно, дізнавшись про запланований захист докторської дисертації вченим секретарем інституту Гаррі Хілобоком в НДІ, у якому працює кохана Кривошеїна Олена, він ознайомлюється з нею. Оскільки більша частина цієї дисертації складається з напрацювань самого вченого, у тому числі з самопрограмування ЕОМ, та його друга, який працював із ним над цими проблемами, то Кривошеїн вирішує зірвати захист дисертації, оскільки розуміє, що це зашкодить подальшому проведенню його досліджень. Докторську дисертацію вченому секретарю таки не вдається захистити, переважно саме через представлення фактів плагіату в дисертації, наведених Кривошеїним, хоча після цього випадку його почало недолюблювати керівництво інституту.
Після провалу захисту дисертації Хілобока Кривошеїн і Кравець продовжують роботу по вдосконаленню методики як копіювання людей, так і покращення їхнього зовнішнього вигляду, а також усунення їхніх внутрішніх захворювань та наслідків різноманітних пошкоджень. Кривошеїну вдається заживити з допомогою машини власні дрібні пошкодження шкіри. Після цього він вирішує повністю залізти в бак, із якого виходили у світ копії Кривошеїна, та повністю провести експериментальне оновлення свого організму. Проте під час експерименту Кривошеїн почав розчинятися в рідині в бакові, а Кравець не зумів зупинити цей процес, і при спробі врятувати Кривошеїна сам отримує удар електричним струмом із рідини. Після цього Кравець знепритомнів, і отямився лише після прибуття лікаря швидкої допомоги та міліції до місця аварії.
Після аварії Кривошеїн-аспірант прибуває до Дніпровська, та ознайомлюється із результатами досліджень Кривошеїна-інженера, які він виклав у особистому щоденнику. У цей самий час із Владивостока за збігом прибуває й Адам, який після тривалої роботи вибухотехніком у порту зумів відновити свою психіку. Кривошеїн-аспірант зумів за допомогою своїх незвичайних властивостей визволити Кравця із камери попереднього тримання в міліції, переконати міліцейського слідчого у відсутності складу злочину (оскільки відсутній загиблий, за якого, придумавши зовні вірогідну версію події, видає себе Кривошеїн-аспірант) та необхідності закрити справу. Далі він зустрічається із директором НДІ, розповідає йому про напрацювання Кривошеїних, та просить сприяння у подальшій роботі. Переконавши директора інституту в необхідності сприяння подальшому проведенні досліджень, Кривошеїн-аспірант зустрічається із Адамом і Кравцем, і після нетривалої суперечки вони вирішують продовжити подальші дослідження процесу копіювання і вдосконалення людини із залученням нових учених, а також і спеціалістів з інших галузей людської діяльності.

## Видання та переклади

Обкладинка видання роману в Києві у 1983 році.

На українську мову роман «Відкриття себе» не перекладався. Російською мовою роман уперше виданий у 1967 році у видавництві «Молода гвардія», пізніше перевиданий у київському видавництві «Дніпро» у 1983 році, кілька разів перевидавався у Росії, останній раз у 2002 році у видавництві «АСТ». Роман перекладався на 11 мов у 12 країнах, у тому числі у США в 1979 році в серії «Best of Sovjet Science Fiction».

## Факти про роман
- У романі не тільки вперше обговорюється можливість клонування людини, а й у жартівливій формі висловлюється припущення можливості використання жирової тканини як стовбурових клітин[15] (у романі — «інформаційно-речовинний резерв організму»[17]).
- За свідченнями автора роману, два епізоди з нього: зустріч головного героя зі своїм двійником у парку та дорожньої пригоди на мотоциклі, відбулися у реальному житті зі самим автором із невеликими змінами в подробицях, причому перший епізод (хоча в реальності двійник Савченка помітно відрізнявся від письменника) дав поштовх до задуму даного роману.[18]
- З 2005 року на щорічній асамблеї «Портал» вручається щорічна премія імені Володимира Савченка «Відкриття себе», яка вручається за книгу, яка вказує на значний творчий ріст письменника.[1][19]